# Join Hands
Join Hands je druhé studiové album anglické skupiny Siouxsie and the Banshees. Vydáno bylo v září roku 1979 společností Polydor Records a jeho producenty byli Nils Stevenson a Mike Stavrou. Nahráno bylo od května do června téhož roku v londýnském studiu AIR Studios. Jde o poslední album kapely, na němž se podíleli kytarista John McKay a bubeník Kenny Morris.

## Seznam skladeb
1. Poppy Day – 2:04
2. Regal Zone – 3:47
3. Placebo Effect – 4:40
4. Icon – 5:27
5. Premature Burial – 5:58
6. Playground Twist – 3:01
7. Mother / Oh Mein Papa – 3:22
8. The Lord's Prayer – 14:09

## Obsazení
- Siouxsie Sioux – zpěv, klavír
- Steven Severin – baskytara
- John McKay – kytara, saxofon
- Kenny Morris – bicí, perkuse